# Афанасьев, Сергей Владимирович
Сергей Владимирович Афанасьев (25 октября 1925 — 21 февраля 1963) — красноармеец Рабоче-крестьянской Красной Армии, участник Великой Отечественной войны, Герой Советского Союза (1945).

## Биография
Сергей Афанасьев родился в 1925 году в деревне Никольская Слобода Овстугской волости Бежицкого уезда Брянской губернии (ныне — Жуковского района Брянской области) в крестьянской семье. В 1943 году был призван на службу в Рабоче-крестьянскую Красную Армию. С июня 1944 года — на фронтах Великой Отечественной войны. К июлю 1944 года красноармеец Афанасьев был пулемётчиком 44-й мотострелковой бригады 1-го танкового корпуса 1-го Прибалтийского фронта. Отличился в бою за местечко Даугайляй (ныне — Литва).
11 июля 1944 года Афанасьев совместно с тремя бойцами пробрался в тыл немецких войск на высоте 214,6, и внезапно открыли огонь по ним, уничтожив расчёты миномётов и орудий противника. Все три бойца погибли в завязавшемся бою, а сам Афанасьев был ранен, но, сменив свой разбитый пулемёт на трофейный, продолжал сражаться до подхода своего подразделения.
Указом Президиума Верховного Совета СССР от 24 марта 1945 года красноармеец Сергей Афанасьев был удостоен высокого звания Героя Советского Союза с вручением ордена Ленина и медали «Золотая Звезда».
После окончания войны Афанасьев был демобилизован, проживал и работал в колхозе в родном селе. Умер 21 февраля 1963 года.
Был также награждён орденом Славы 3-й степени и рядом медалей.